# Scytalopus argentifrons
A Scytalopus argentifrons a madarak osztályának verébalakúak (Passeriformes) rendjébe és a fedettcsőrűfélék (Rhinocryptidae) családjába tartozó faj.

## Rendszerezése
A fajt Robert Ridgway amerikai ornitológus írta le 1891-ben.

## Alfajai
- Scytalopus argentifrons argentifrons Ridgway, 1891
- Scytalopus argentifrons chiriquensis Griscom, 1924[2]

## Előfordulása
Costa Rica  és Panama területén honos. Természetes élőhelyei a szubtrópusi és trópusi hegyi esőerdők és magaslati cserjések, folyók és patakok környékén, valamint másodlagos erdők. Állandó, nem vonuló faj.

## Megjelenése
Testhossza 11 centiméter, testtömege 17 gramm.

## Természetvédelmi helyzete
Az elterjedési területe kicsi, egyedszáma viszont stabil. A Természetvédelmi Világszövetség Vörös listáján nem fenyegetett fajként szerepel.